# Blah Blah Blah (singel)
"Blah Blah Blah" är en singel av den amerikanska sångerskan Kesha och duon 3OH!3 från Keshas debutalbum Animal. Den producerades av Benny Blanco och skrevs av Kesha, Blanco, Neon Hitch och Sean Foreman. Den släpptes som albumets andra singel den 19 februari 2010. Låten skrevs när Kesha, Blanco, Hitch och Foreman diskuterade vilket kön som pratar mest och är mest motbjudande. Låten är av genren electropop och talar om män på samma sätt som de har talat om kvinnor i musikindustrin. Texten skildrar en kvinna som hellre vill ha sex än att lyssna på när en man talar.
Kritikernas mottagande av "Blah Blah Blah" var blandade. Även låttexten möttes med blandade reaktioner; vissa tyckte att Keshas framförande var effektivt och djärvt, men andra ansåg att texten var "trashig". Ett återkommande klagomål var 3OH!3:s medverkan i låten, som ansågs vara överflödigt. Singeln var kommersiellt framgångsrik och nådde topp fem i Australien och Kanada medan den nådde topp tio i USA och Nya Zeeland. Låten har sålts i över två miljoner nedladdningar i USA och har certifierats dubbel platina i Kanada. 
Musikvideon för "Blah Blah Blah" regisserades av Brendan Malloy. Videon följer ett liknande tema som låten; den skildrar män som försöker stöta på Kesha, men hon avvisar dem. Kesha och 3OH!3 framförde låten på den nionde säsongen av American Idol.

## Inspiration och komposition
"Blah Blah Blah" skrevs av Kesha, Neon Hitch, Sean Foreman och Benny Blanco, som producerade låten. Kesha sa att låten kom till via en diskussion som de hade i studion om vilket kön som var mest irriterande och motbjudande. Kesha sa även att både låten och musikvideon förklarar att killar är mer irriterande. "Blah Blah Blah" är en danslåt i midtempo av genrerna danspop och electropop. Låten kombinerar stora mängder Auto-Tune med trummaskiner medan den innehåller antydningar till R&B. Enligt notblad publicerade på Musicnotes.com av Kobalt Music Publishing komponerades låten i en sammansatt taktart och med ett tempo på 120 taktslag per minut. Den skrevs i tonarten D-moll och Keshas röst sträcker sig från noten D3 till noten D5. Textmässigt handlar "Blah Blah Blah" om att män behandlar kvinnor som objekt i musikindustrin och även om hur de pratar om kvinnor i sina låtar. Fraser McAlpine från BBC konstaterade att det var en kulturell process att en kvinna nu kan sjunga en låt lika snuskig som männen utan några risker.

## Mottagande

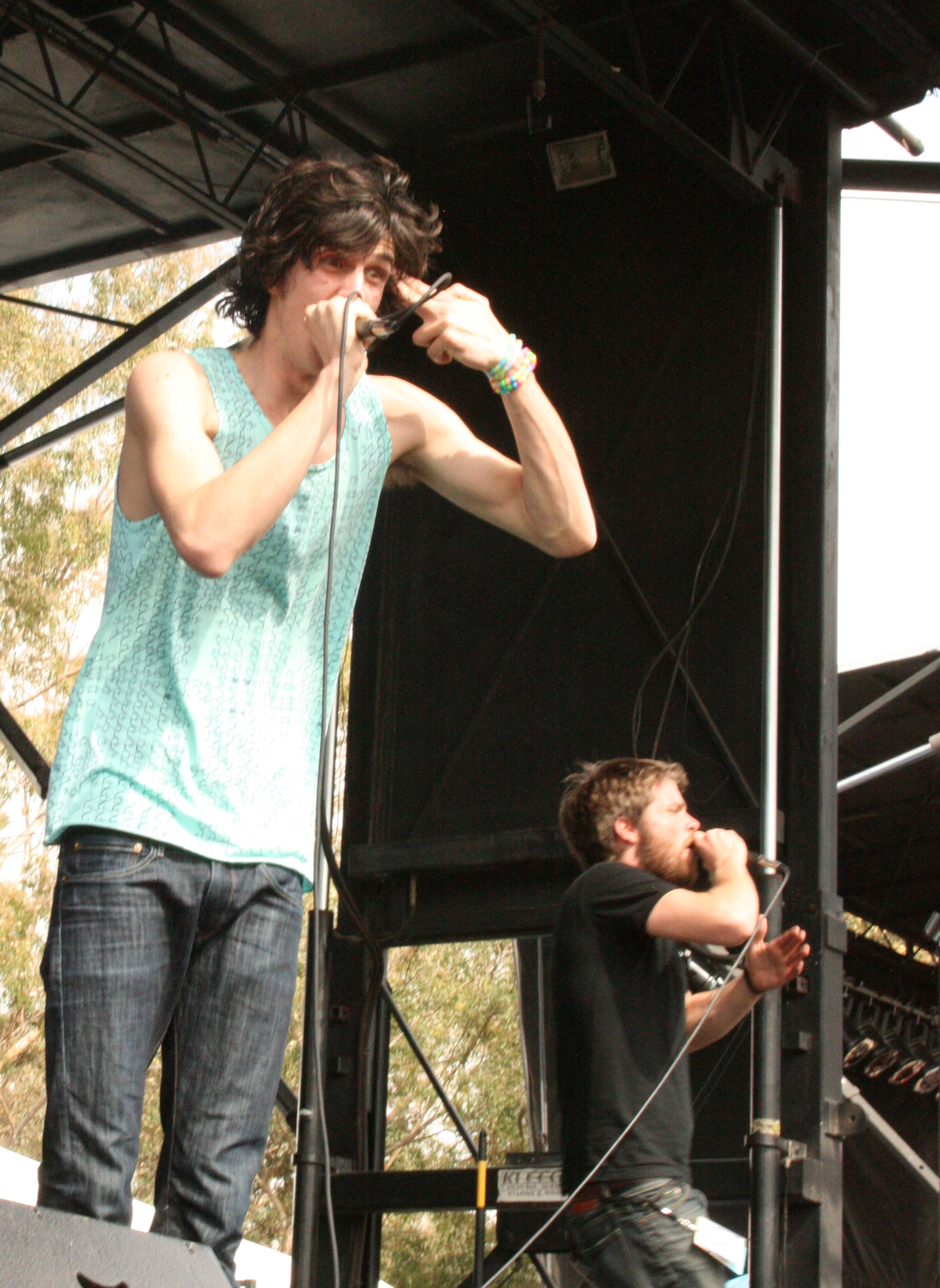
Kritiker hade delade åsikter om samarbetet mellan 3OH!3 (på bilden) och Kesha; vissa ansåg att 3OH!3:s medverkan var överflödig och noterade att Kesha utklassade dem.

Fraser McAlpine från BBC var imponerad av låten och tyckte att Keshas rap var likt den av Eminem. McAlpine ansåg att låtens hook, "you tah-tah-tawkin' that Blah Blah Blah", var som en lantlig version av Lady Gagas "Bad Romance". Bill Lamb från About.com skrev att "Kesha säger 'Shut up, let's have sex.' Det är hela meningen med 'Blah Blah Blah' och troligen kan ingen annan överlämna texten mer effektivt eller i samma stil. Släng in ett par syntar och trummaskiner och det blir Keshas andra stora hit." Lamb tyckte dock att 3OH!3:s medverkan i låten var överflödig. Winnipeg Free Press beskrev låten som "hård pophop skuren med 'pogo-worthy' beats". Daniel Brockman från The Phoenix tyckte att Kesha "tog ton på ett lustigt, störande och bekymmerslöst" sätt i låten.
Ann Powers från Los Angeles Times sa att "Blah Blah Blah" var ett av "tillfällena på Animal som var lika experimentella som ett Animal Collective-album, men istället för en tankfull Brian Wilson som sjunger är det en tjej som himlar med ögonen och smäller med sitt tuggummi." Melanie Bertoldi från Billboard kritiserade också 3OH!3:s framträdande och sa att deras vers "saktade ner låten" och inte var lika bra som när Kesha sjöng. Bertoldi hyllade låten för dess "dansbarhet". Andrew Burgess från MusicOMH skrev att "[medan] 3OH!3 gör ett lamt försök att få in manlig jämlikhet i låten, dominerar Kesha så mycket så det är svårt att ta [3OH!3] seriöst." Mayer Nissim från Digital Spy gav låten två av fem stjärnor och skrev att den inte fastnar lika bra som hennes debut, "Tik Tok".

## Listframgångar
Utan att ha blivit utgiven som singel debuterade "Blah Blah Blah" på listorna i Irland, USA, Kanada, Australien och Nya Zeeland som respektive nummer tjugosex, sju, tre, sju och sju på grund av mycket digitala nedladdningar efter det att Animal släpptes tidigt i januari 2010. Låten blev Keshas andra topp trettio-hit i Irland och hennes andra topp tio-hit i USA, Kanada, Australien och Nya Zeeland. "Blah Blah Blah" debuterade i Storbritannien som nummer elva den 7 februari 2010.
I USA debuterade den också som nummer två på topplistan Hot Digital Songs och sålde 206 000 digitala nedladdningar. Den har sedan dess sålts i över två miljoner nedladdningar i USA. Recording Industry Association of America (RIAA) certifierade singeln platina i september 2010. I mars certifierades singeln 2× platina av Canadian Recording Industry Association (CRIA) för 80 000 sålda exemplar i Kanada. I Australien nådde låten till slut nummer tre på singellistan och certifierades platina av Australian Recording Industry Association (ARIA). I maj certifierades den guld av Recording Industry Association of New Zealand (RIANZ) för 7 500 sålda exemplar.

## Musikvideo

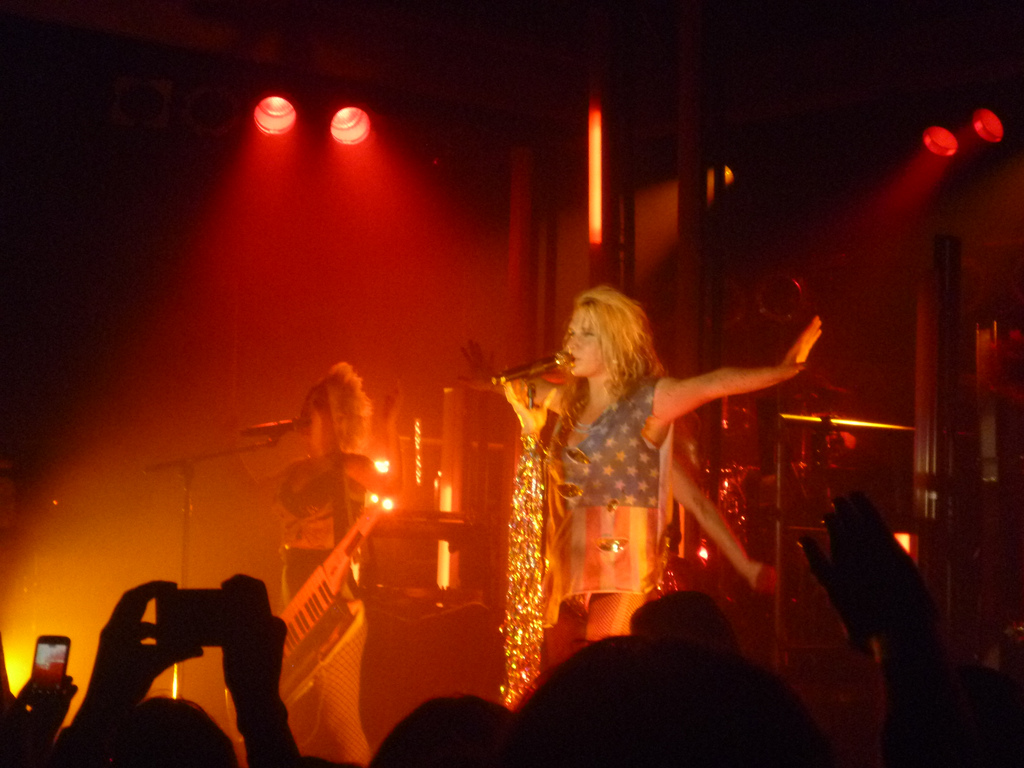
Kesha uppträder med "Blah Blah Blah" under Get Sleazy Tour, här på Showbox SoDo i Seattle, Washington.

Låtens musikvideo regisserades av Brendan Malloy och spelades in i Los Angeles i januari 2010. Den hade premiär den 23 februari på Vevo och båda medlemmarna från 3OH!3 medverkar i videon. Kesha sa till MTV att videon handlar om män som stöter på henne, men hon avvisar dem. Hon sa att "Vid ett tillfälle sitter jag fast vid en sele och får skutta omkring överallt och det var väldigt coolt." Melanie Bertoldi från Billboard sa att videon var "underhållande rakt igenom". Bill Lamb från About.com skrev att videon "må vara hennes 'Poker Face'-tillfälle som identifierar Kesha som en seriös och kreativ popartist att räkna med." Lamb kommenterade också 3OH!3:s medverkan i videon: "De har en liten roll i videon, men det handlar verkligen bara om Kesha."
I den första scenen, utanför en klubb, stöter komikern Bret Ernst på Kesha. Han försöker övertala henne att de skulle bli ett fint par, medan Kesha SMS:ar någon där hon beskriver honom som en "mega douchemaster". I nästa scen är Kesha i en bar och spelar biljard nära en man. Han försöker stöta på henne, men hon tejpar för hans mun och drar ner hans byxor. Hon beskriver honom som en "tool bag" i ett annat SMS. I en spelhall knuffar Kesha bort en annan man som försöker ta på henne. En annan man försöker förföra henne med en gitarr och Kesha stoppar då papper i hans mun. I den sista scenen försöker en man prata med henne i en bowlinghall, men Kesha förlorar intresse när hon ser att han har en tupé. Videon slutar med att Kesha och 3OH!3 dansar tillsammans på bowlingbanorna.

## Liveframträdanden
Låten framfördes första gången live på MTV Push, ett program på MTV. Den framfördes också den 18 januari 2010 på MuchOnDemand på kanalen MuchMusic. Kesha och 3OH!3 framförde en censurerad version under den nionde säsongen av American Idol den 17 mars 2010. Den 17 februari 2010 framförde hon låten på Alan Carr: Chatty Man i Storbritannien. Den framfördes sedan på morgonprogrammet GMTV den 19 februari. Hon framförde också låten på BBC:s Radio 1's Big Weekend och på So You Think You Can Dance i Australien.

## Låtlistor
| - CD-singel 1. "Blah Blah Blah" - 2:52 - Digital nedladdning 1. "Blah Blah Blah" - 2:52 2. "Tik Tok" (Joe Bermudez Club Mix) - 5:09 | - UK iTunes digital nedladdning - EP 1. "Blah Blah Blah" - 2:52 2. "Tik Tok" (Joe Bermudez Club Mix) - 5:09 3. "Tik Tok" (Trey Told 'Em Remix) - 4:14 |

## Topplistor och certifikat
| Topplista (2010)                             | Högsta position |
| -------------------------------------------- | --------------- |
| Australien (ARIA)                            | 3               |
| Belgien (Ultratop 50 Flandern)               | 45              |
| Belgien (Ultratop 40 Vallonien)              | 31              |
| European Hot 100 Singles                     | 36              |
| Frankrike (SNEP)                             | 35              |
| Irland (IRMA)                                | 18              |
| Kanada (Canadian Hot 100)                    | 3               |
| Nederländerna (Nederlandse Top 40)           | 32              |
| Nya Zeeland (RIANZ)                          | 7               |
| Schweiz (Media Control AG)                   | 30              |
| Storbritannien (The Official Charts Company) | 11              |
| Sverige (Sverigetopplistan)                  | 38              |
| Tyskland (Media Control AG)                  | 11              |
| USA Billboard Hot 100                        | 7               |
| USA Pop Songs (Billboard)                    | 11              |
| Österrike (Ö3 Austria Top 40)                | 21              |

| Land        | Certifikat |
| ----------- | ---------- |
| Australia   | Platina    |
| Kanada      | 2× platina |
| Nya Zeeland | Guld       |
| USA         | Platina    |

## Utgivningshistorik
| Region         | Datum            | Format              |
| -------------- | ---------------- | ------------------- |
| USA            | 2 februari 2010  | Rytmisk radio       |
| Australien     | 19 februari 2010 | CD-singel           |
| Australien     | 19 februari 2010 | Digital nedladdning |
| Storbritannien | 28 februari 2010 |                     |
| Storbritannien | 1 mars 2010      | CD-singel           |
| Tyskland       | 23 april 2010    | CD-singel           |